# Stazione di Helsingør
La stazione di Helsingør (in danese Helsingør Banegård) è una stazione ferroviaria a servizio dell'omonima città danese.